# Riudellots de la Selva
Riudellots de la Selva è un comune spagnolo di 2 051 abitanti situato nella comunità autonoma della Catalogna. Il territorio comunale è attraversato dal fiume Oñar.